# Chhenabara
 (septembre 2022).
Si vous disposez d'ouvrages ou d'articles de référence ou si vous connaissez des sites web de qualité traitant du thème abordé ici, merci de compléter l'article en donnant les références utiles à sa vérifiabilité et en les liant à la section « Notes et références ».
En pratique : Quelles sources sont attendues ? Comment ajouter mes sources ?
 (décembre 2022).

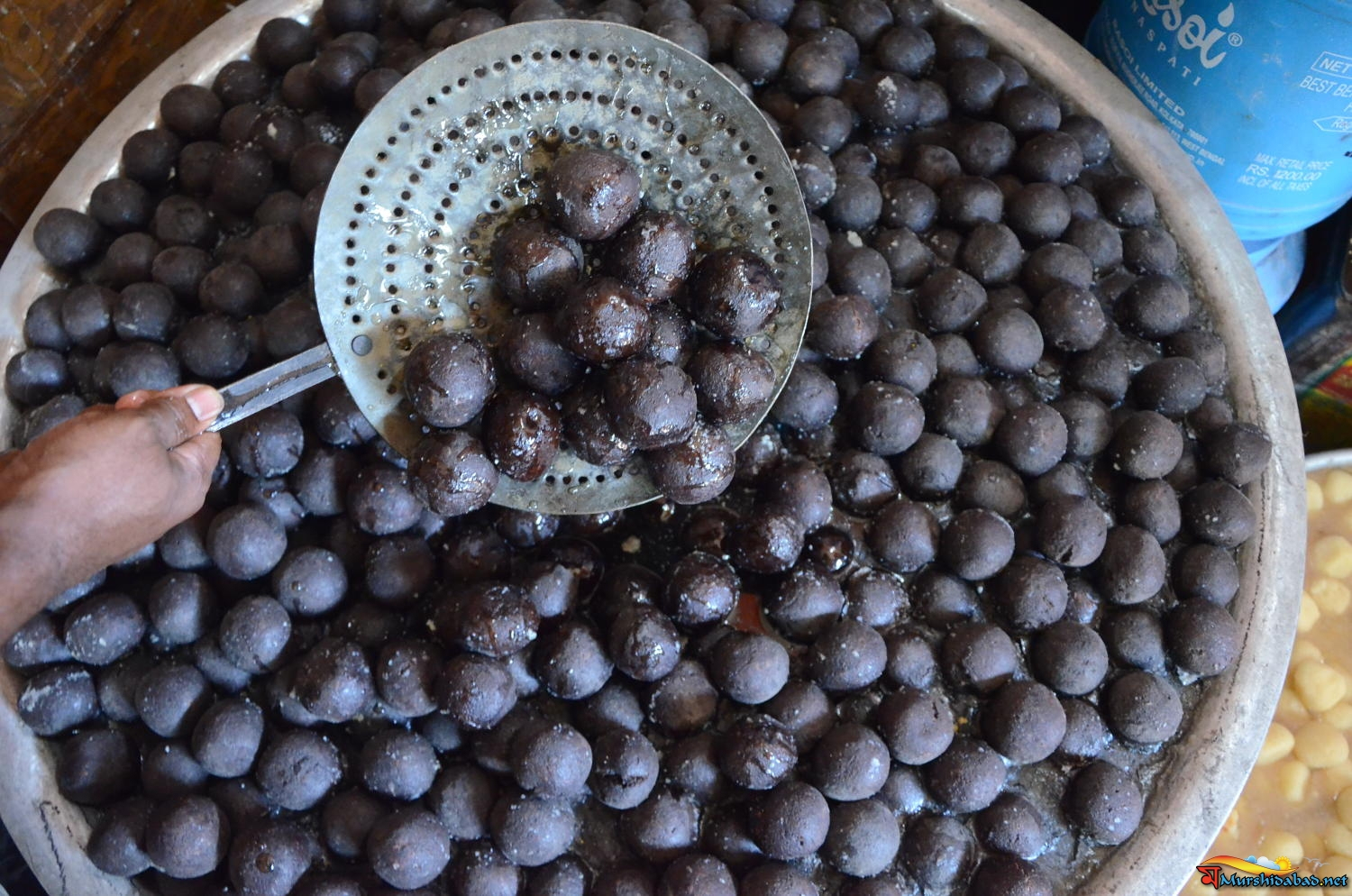
Friandises Chana-Bora de Berhampore.

Le chhenabara est une friandise du sous-continent indien confectionné à partir de fromage chhena (en) et de sirop.

## Description
Le chhenabara s'apparente au rasgulla et au pantua (une friandise à base de semoule). Il partage avec le premier une base de fromage blanc et l'aspect croûteux du second.

## Histoire
On en trouve mention à partir du XVIe siècle.
Selon une légende locale, il aurait été créé lorsque Maharaja Manindra Chandra Nandi de Cassimbazar a ordonné à son cuisinier de créer un dessert qui n'était ni une rasgulla ni une pantua[réf. nécessaire].